# 2. hokejová liga SR 1996/1997
Sezóna 1996/1997 byla 4. ročníkem 2. slovenské hokejové ligy. Vítězem se stal tým HK VTJ Wagon Slovakia Trebišov, který úspěšně postoupil do 1. hokejové ligy. Z 1. ligy sestoupil HK VTJ Marat Piešťany.

## Systém soutěže
Soutěž byla rozdělena do tři skupin (západ, střed a východ). Celkem se jich zúčastnilo osmnáct týmů, které byly rozděleny do třech skupin (západ, střed a východ) po šesti týmech. Ve všech skupinách se hrálo 1x venku a doma. Bodový systém byl stejný z předešlé sezony, za výhru se získalo dva body, za remízu jeden bod a za prohru nezískal klub žádný bod. První dva týmy z každé skupiny postoupili do finálové části o postup. Zbylé týmy ze skupiny západ a střed hráli o umístění. Nejlepší tým postoupil přímo do 1. ligy. Ze soutěže se nesestupovalo.

## Základní část

### Skupina západ
|  | Postupující do skupiny o postup   |
|  | Sestupující do skupiny o umístění |

| Poř. | Tým                      | Z  | B  | V | R | P  | Skóre  | +/–  |
| ---- | ------------------------ | -- | -- | - | - | -- | ------ | ---- |
| 1    | Retir Sľažany            | 10 | 16 | 8 | 0 | 2  | 71:36  | +35  |
| 2    | VTJ Levice               | 10 | 14 | 7 | 0 | 3  | 57:28  | +29  |
| 3    | Iskra Partizánske        | 10 | 12 | 6 | 0 | 4  | 51:44  | +7   |
| 4    | KĽŠ Spartak Trnava       | 10 | 9  | 4 | 1 | 5  | 51:32  | +19  |
| 5    | TJ Lokomotíva Nové Zámky | 10 | 9  | 4 | 1 | 5  | 44:30  | +14  |
| 6    | HK Levice                | 10 | 0  | 0 | 0 | 10 | 20:124 | -104 |

### Skupina střed
|  | Postupující do skupiny o postup   |
|  | Sestupující do skupiny o umístění |

| Poř. | Tým                     | Z  | B  | V | R | P | Skóre | +/– |
| ---- | ----------------------- | -- | -- | - | - | - | ----- | --- |
| 1    | HK Slovan Trstená       | 10 | 15 | 6 | 3 | 1 | 44:29 | +15 |
| 2    | HC Prievidza            | 10 | 12 | 5 | 2 | 3 | 40:38 | +2  |
| 3    | HK Pucov                | 10 | 11 | 4 | 3 | 3 | 44:32 | +12 |
| 4    | HK 95 Považská Bystrica | 10 | 9  | 3 | 3 | 4 | 26:39 | –13 |
| 5    | HK Dolný Kubín          | 10 | 8  | 3 | 2 | 5 | 37:43 | –6  |
| 6    | HKm Detva               | 10 | 5  | 2 | 1 | 7 | 41:51 | –10 |

### Skupina východ
|  | Postupující do skupiny o postup |

| Poř. | Tým                            | Z  | B  | V | R | P  | Skóre  | +/–  |
| ---- | ------------------------------ | -- | -- | - | - | -- | ------ | ---- |
| 1    | HK VTJ Wagon Slovakia Trebišov | 10 | 17 | 8 | 1 | 1  | 68:22  | +46  |
| 2    | HKm Humenné                    | 10 | 14 | 6 | 2 | 2  | 58:16  | +42  |
| 3    | HK Agro White Lady Levoča      | 10 | 13 | 6 | 1 | 3  | 56:30  | +26  |
| 4    | HK Apex Rožňava                | 10 | 10 | 5 | 0 | 5  | 59:36  | +23  |
| 5    | HC 46 Bardejov                 | 10 | 6  | 3 | 0 | 7  | 28:58  | –30  |
| 6    | HK Slávia 87 Stropkov          | 10 | 0  | 0 | 0 | 10 | 12:119 | -107 |

## O Postup
|  | Postupující |

| Poř. | Tým                            | Z  | B  | V | R | P | Skóre | +/– |
| ---- | ------------------------------ | -- | -- | - | - | - | ----- | --- |
| 1    | HK VTJ Wagon Slovakia Trebišov | 10 | 18 | 8 | 2 | 0 | 47:22 | +25 |
| 2    | HKm Humenné                    | 10 | 13 | 6 | 1 | 3 | 33:29 | +4  |
| 3    | VTJ Levice                     | 10 | 11 | 4 | 3 | 3 | 34:34 | 0   |
| 4    | Retir Sľažany                  | 10 | 10 | 5 | 0 | 5 | 41:34 | +7  |
| 5    | HC Prievidza                   | 10 | 5  | 2 | 1 | 7 | 30:42 | –12 |
| 6    | HK Slovan Trstená              | 10 | 3  | 1 | 1 | 8 | 20:44 | –24 |

## O umístění

### Skupina západ
| Poř. | Tým                      | Z | B  | V | R | P | Skóre | +/– |
| ---- | ------------------------ | - | -- | - | - | - | ----- | --- |
| 3    | KĽŠ Spartak Trnava       | 6 | 10 | 5 | 0 | 1 | 54:20 | +34 |
| 4    | TJ Lokomotíva Nové Zámky | 6 | 8  | 4 | 0 | 2 | 48:22 | +26 |
| 5    | Iskra Partizánske        | 6 | 4  | 2 | 0 | 4 | 40:29 | +11 |
| 6    | HK Levice                | 6 | 0  | 0 | 0 | 6 | 9:90  | –81 |

### Skupina střed
| Poř. | Tým                     | Z | B  | V | R | P | Skóre | +/– |
| ---- | ----------------------- | - | -- | - | - | - | ----- | --- |
| 3    | HK Pucov                | 6 | 12 | 6 | 0 | 0 | 45:20 | +25 |
| 4    | HK Dolný Kubín          | 6 | 5  | 2 | 1 | 3 | 18:25 | –7  |
| 5    | HK 95 Považská Bystrica | 6 | 5  | 2 | 1 | 3 | 23:31 | –8  |
| 6    | HKm Detva               | 6 | 2  | 1 | 0 | 5 | 22:32 | –10 |

### Skupina východ
Ve skupine východ se o umístění nehrálo